# Provincia di Otuzco
La provincia di Otuzco è una provincia del Perù, situata nella regione di La Libertad.

## Geografia antropica

### Suddivisioni amministrative
È divisa in dieci distretti:
- Agallpampa
- Charat
- Huaranchal
- La Cuesta
- Mache
- Otuzco
- Paranday
- Salpo
- Sinsicap
- Usquil